# Trichosanthes parviflora
Trichosanthes parviflora är en gurkväxtart som beskrevs av Cheng Yih Wu och S.K. Chen. Trichosanthes parviflora ingår i släktet Trichosanthes och familjen gurkväxter. Inga underarter finns listade i Catalogue of Life.